# Uno Palu
Uno Palu (Sindi, 8 febbraio 1933 – Tallinn, 15 gennaio 2024) è stato un atleta estone che rappresentò l'Unione Sovietica durante i Giochi olimpici.

## Biografia
Nel 1953 Palu vinse il titolo di campione estone nel salto in alto, per poi specializzarsi nel decathlon. Due anni dopo vinse il campionato estone in questa disciplina. Riuscì a ripetere questo successo altre cinque volte nel corso della sua carriera fino al 1964. Quell'anno vinse la medaglia d'argento ai Campionati sovietici. Nel 1956 si qualificò per le Olimpiadi estive del 1956 a Melbourne con un terzo posto. Nonostante le migliori prestazioni nel lancio del peso, nel lancio del giavellotto e nel salto in alto, dovette accontentarsi arrivando al quarto posto. Nel 1958 vinse il titolo del campionato sovietico di decathlon e si classificò al quinto posto nella classifica annuale dei migliori. Ai Campionati Europei di Stoccolma ottenne la medaglia d'argento dietro Vasily Kuznetsov. Nel 1960 vinse nuovamente la medaglia di bronzo ai Campionati sovietici e migliorò il record estone portandolo a 7.598 punti.
Durante la sua carriera non solo aumentò più volte il record estone nel decathlon, ma stabilì record nei 110 metri a ostacoli, 200 metri a ostacoli e 400 metri a ostacoli. Dal 1955 al 1958 vinse per quattro volte consecutive il titolo di campione estone nei 110 metri a ostacoli. Nel 1957 vinse anche i 200 metri ad ostacoli.
Morì il 15 gennaio 2024, un mese prima di compiere 91 anni.